# Monts Baïkal
Pour les articles homonymes, voir Baikal.
Les monts Baïkal (en russe : Байкальский хребет, Baïkalski khrebet) sont un massif de montagnes situé dans le Sud-Est de la Sibérie, en Russie.

## Géographie
Le massif est situé sur la rive nord-ouest du lac Baïkal. Il s'étire sur une longueur d'environ 275 kilomètres et culmine à une altitude de 2 588 mètres au mont Tcherski, nommé d'après le savant Jan Czerski qui en a fait la première étude scientifique. Il fait face aux monts Iablonovy qui dominent l'autre rive du lac. Le fleuve Léna y a sa source, dans la partie méridionale des monts, au centre de la réserve naturelle Baïkal-Léna. Le massif est boisé, appartenant à la taïga de Sibérie orientale, et faiblement peuplé.

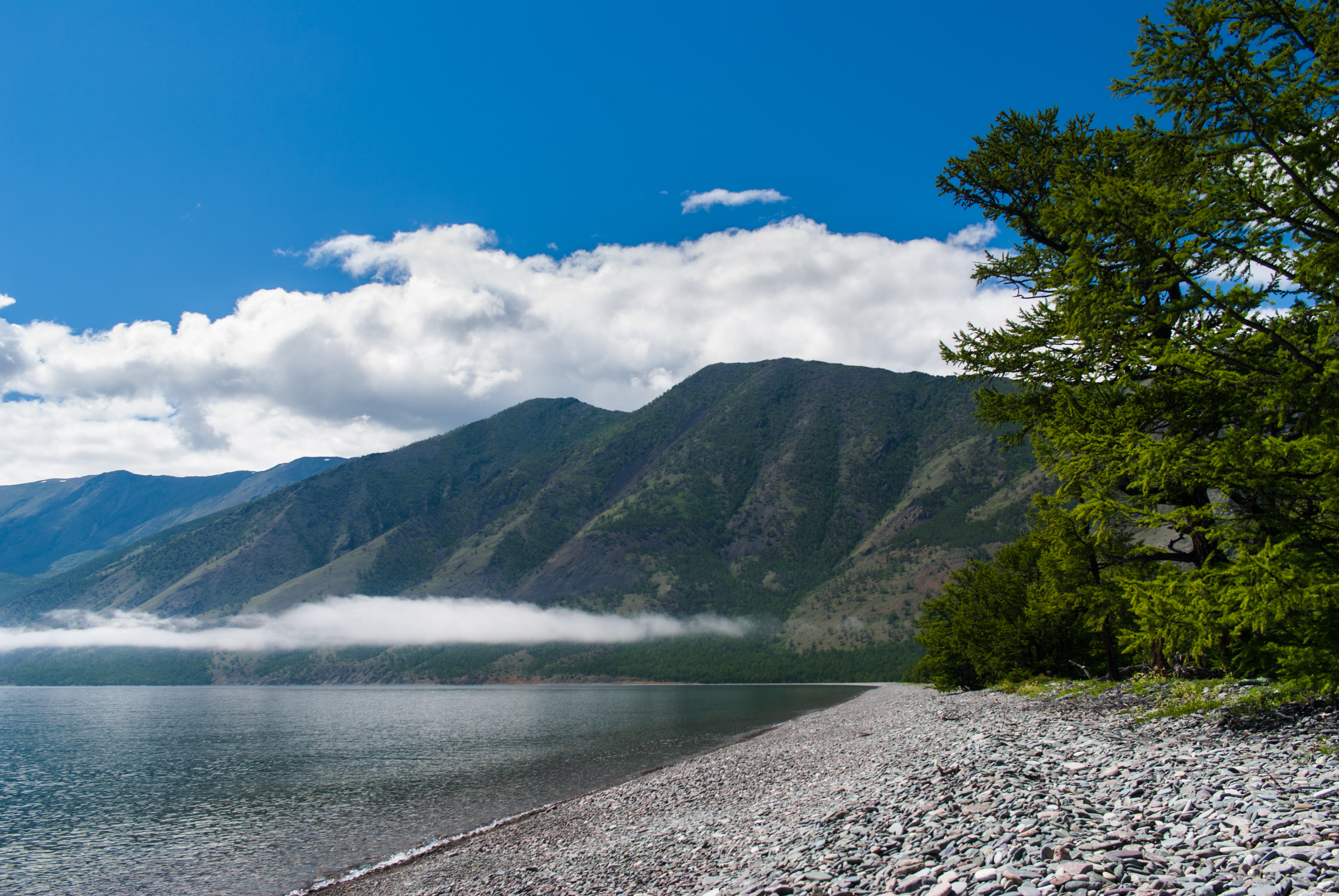
Vue des montagnes dominant le lac Baïkal dans la réserve naturelle Baïkal-Léna.